# Halle Open 2024
Halle Open 2024 (cunoscut din motive de sponsorizare ca Terra Wortmann Open) a fost un turneu de tenis care s-a jucat pe terenuri cu iarbă în aer liber. A fost cea de-a 31-a ediție a Halle Open și a făcut parte din seria ATP 500 din Circuitul ATP 2024. A avut loc la Arena OWL din Halle, Germania, între 17 și 23 iunie 2024.

## Campioni

### Simplu
Pentru mai multe informații consultați Halle Open 2024 – Simplu

### Dublu
Pentru mai multe informații consultați Halle Open 2024 – Dublu

## Puncte și premii în bani

### Distribuția punctelor
| Probă  | C   | F   | SF  | QF  | Runda 3 | Runda 2 | Runda 1 | Q  | Q2 | Q1 |
| Simplu | 500 | 330 | 200 | 100 | 50      | 25      | 0       | 25 | 13 | 0  |
| Dublu  | 500 | 300 | 180 | 90  | 0       | N/A     | N/A     | 45 | 25 | 0  |

### Premii în bani
| Probă  | C         | F         | SF        | QF       | Runda 2  | Runda 1  | Q2      | Q1      |
| Simplu | 421.790 € | 226.945 € | 120.960 € | 61.800 € | 32.990 € | 17.595 € | 9.015 € | 5.060 € |
| Dublu* | 138.550 € | 73.900 €  | 37.390 €  | 18.690 € | 9.680 €  | N/A      | N/A     | N/A     |

*per echipă